# Герцинська складчастість

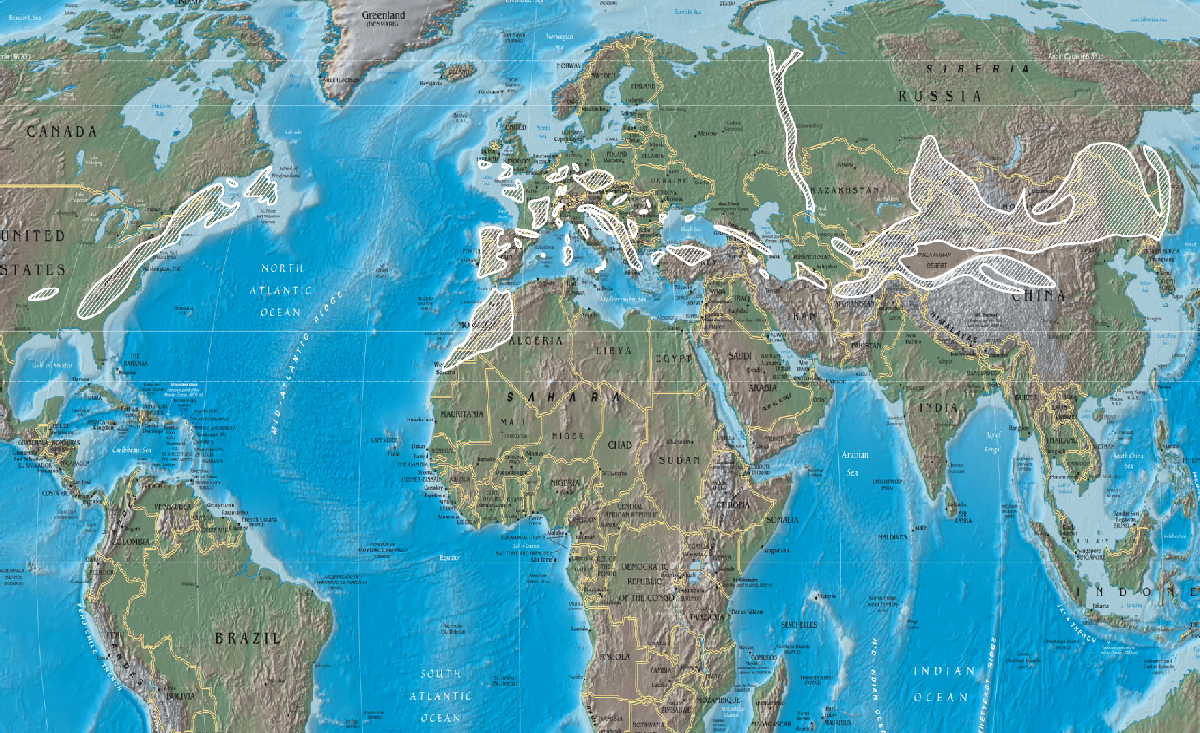
Поширення гірських систем, що утворилися внаслідок герцинської складчастості

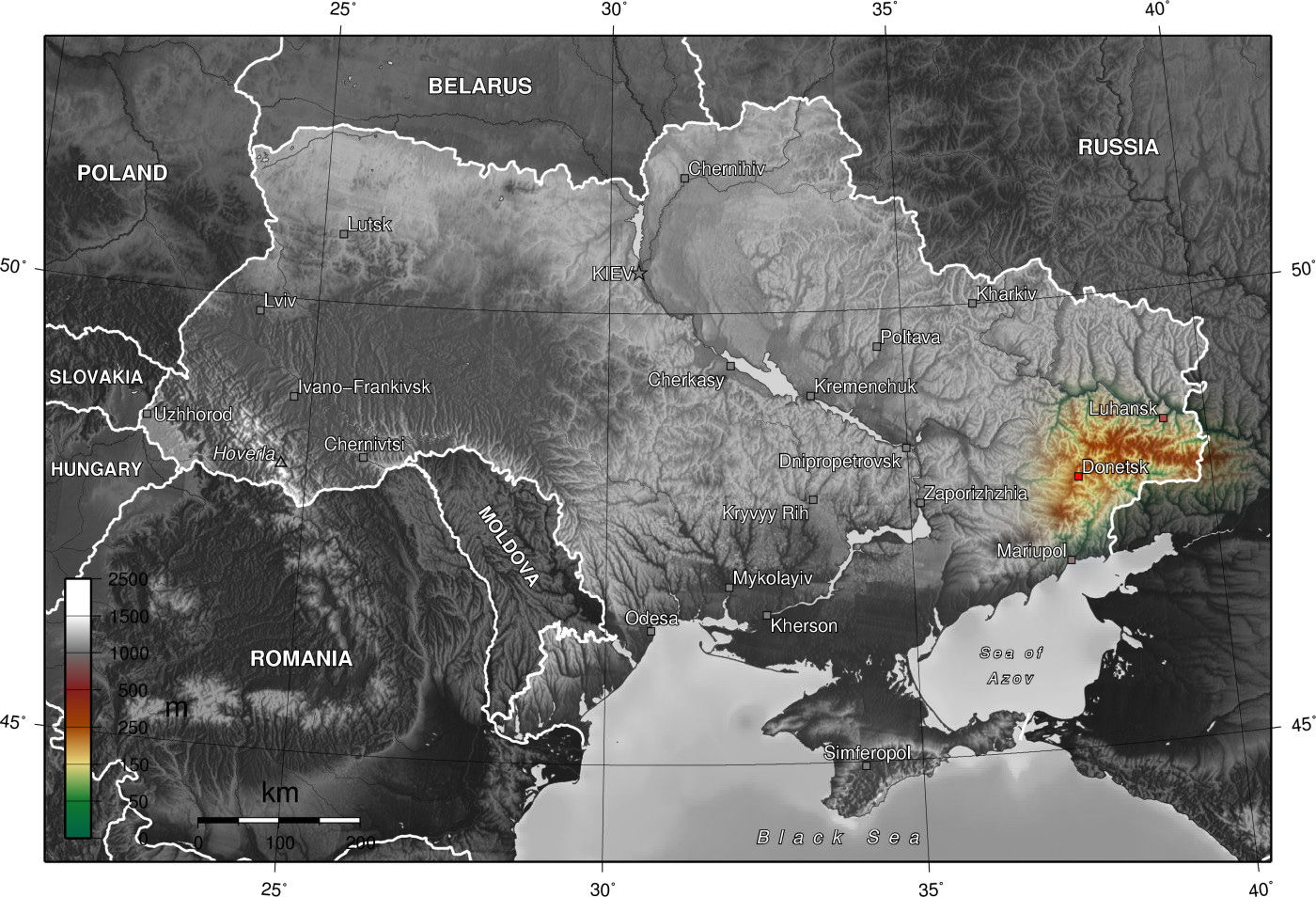
Донецький кряж (виділено кольором) утворився унаслідок герцинської складчастості

Ге́рцинська складчастість, Варисці́йська складчастість, Герцинський орогенез — ера тектогенезу, одна з найінтенсивніших в історії Землі (кінець девону — початок тріасу) деформацій земної кори, що відбувалася протягом пізнього палеозою. Назва «Герцинська» пов'язана з Герцинським лісом — гірським масивом у Центральній Європі, назва «Варисці́йська» — від лат. Variscia — римської назви німецького регіону Фоґтланд на стику земель Саксонії, Тюрингії і Баварії (таке ж походження має і термін «варисцит»).

## Загальний опис
У результаті герцинської складчастості утворилися складчасті гірські системи — Аппалачі, Анди, Тянь-Шань, Алтай, Урал тощо, в Україні — Донецький кряж.
Підводний вулканізм епохи, що передувала герцинському горотворенню, супроводжувався формуванням родовищ міді, свинцю, цинку на Уралі, Алтаї, Північному Кавказі.
З інтрузійними процесами пов'язане виникнення родовищ платини, титано-магнетитів, азбесту та ін. В орогенний період герцинського циклу гранітоутворення сприяло формуванню руд свинцю, цинку, міді, олова, вольфраму, золота, срібла, урану в Європі, Азії та Австралії.
З передовими і міжгірськими прогинами герцинід пов'язані великі кам'яновугільні басейни — Донецький, Печорський, Кузнецький, Рурський, Саарсько-Лотарінгський, Верхньосілезький, Південно-Уельський, Аппалачський та ін., а також басейни кам'яної та калійної солей.
Прояви герцинської складчастості — герциніди.

## Розповсюдження
Північноамериканський та європейський герцинський пояс включає в себе гори Португалії та Іспанії (Галіція і Піренеї), південно-західну Ірландію (наприклад, Манстер), Корнуолл, Девон, Пембрукшир, півострів Гауер і долину Гламорган. Також герциніди присутні у підмурівку у Франції з Бретані, під Паризьким басейном до Арденн, Центрального масиву, Вогезів і Корсики.
Також герциніди присутні на Сардинії в Італії і у Німеччині — Рейнські Сланцеві гори (Арденни, Айфель, Гунсрюк, Таунус та інші регіони з обох боків долини Середнього Рейну), Шварцвальд і гори Гарц.
У Чехії та Східній Польщі Чеський масив є східним краєм герцинського орогенезу в Європі. Далі на південний схід герциніди частково перекриті та змінені альпійським орогенезом.
В Альпах герциніди складають Меркантур, Пельву, Бельдон, масив Монблан, Аар. Грецькі та турецькі гірські пасма є південно-східним краєм герцинського орогенезу
Месета Піренейського півострова і Антиатлас у північно-західній Африці мають тісні зв'язки з Аппалачами і утворені під час Аллеганського орогенезу перед відкриттям Атлантичного океану у юрський період.
Герцинський орогенез разом з Акадійським орогенезом та Аллеганським орогенезом у Сполучених Штатах і Канаді, утворили гори Уошито і Аппалачі. Також у Північній Америці герциніди можна зустріти у Новій Англії, Новій Шотландії та Ньюфаундленді і Лабрадорі.
Герцинські гори у широкому хронологічному сенсі включають Урал, Памір, Тянь-Шань та інші азійські складчастості.

## Геодинамічна історія
За часів герцинського орогенезу відбувались складні гетерохронні колізії террейнів, що ускладнює точну реконструкцію тектонічних процесів кратонів. Конвергенція плит, що спричинила Каледонський орогенез в силурі, продовжувала формувати герцинський орогенез у девоні і карбоні. Обидва орогенези призвели до утворення суперконтиненту Пангея, який був по суті завершений до кінця карбону.
У Ордовику Гондвана (сьогоденні Південна Америка, Африка, Антарктика та Австралія), розташовувалась між Південним полюсом і екватором на одній стороні земної кулі. На захід були три інші суходоли: Лаврентія, Сибір і Балтія, розташовані, як ніби, на вершинах трикутника. На південь від них розташовувався великий архіпелаг, террейн Авалонія, який в ранньому ордовику відокремився від північного краю Гондвани.
До кінця силуру і під час раннього девону, Балтика і Лаврантія рухалися один до одного, закриваючи між собою океан Япет. Колізія супроводжувалась Каледонійським орогенезом і утворили Каледоніди Північної Америки, Гренландії, Британських островів і Норвегії.
Під час колізії півдня Авалонії з північчю Лаврентії було утворено Аппалачі (Акадійська фаза Каледонського орогенезу). Водночас Море Торнквіста між Авалонією та Балтією було повністю закрито. Таким чином, Авалонія сформувала узбережжя нового континенту Лавруссія, що наразі є Північною Америкою, Британськими островами, Північчю Німеччини, Скандинавією та західною частиною Росії).
У пізньому девоні і в карбоні архіпелаг Арморика (наразі Південна Європа), що відкололася від Гондвани після Авалонії, зізнала колізії з Авалонію, створивши другий хребет — північноамериканські/європейські герциніди, на схід від Каледонідів/Аппалачів. Зіткнення власне Гондвани з Лавруссією відбулося на початку карбону, коли Герцинський пояс було вже створено.
До кінця карбону Гондвана об'єдналася з Лавруссією на її західному кінці через північ Південної Америки і північно-західну Африку. З північного сходу наближався Сибір, відокремлений від Лавруссії лише мілководдями. Зіткнення з Сибіром утворило Уральські гори в пізньому палеозої і завершило формування Пангеї. Східна Лавруссія на той час була відокремлена від Гондвани океаном Палеотетіс.